# 乙女失格。
『乙女失格。』（おとめしっかく）は、日本の女性歌手・南波志帆の2枚目のスタジオ・アルバム。2012年12月5日、ポニーキャニオンからリリースされた。

## 概要
本作には小出祐介（Base Ball Bear）作詞の3rdシングル「少女、ふたたび」、秦基博作曲の4thシングル「髪を切る8の理由。」、内澤崇仁（androp）が作詞・作曲を手がけた5thシングル「MUSIC」を含む全11曲が収録されている。
楽曲制作には、前作にも参加した矢野博康、土岐麻子、コトリンゴ、堀込高樹（キリンジ）、宮川弾、小出祐介（Base Ball Bear）に加え、新たにAxSxE（NATSUMEN）、末光篤、伊澤一葉（あっぱ、the HIATUS、ex.東京事変）、津野米咲（赤い公園）、秦基博、内澤崇仁（androp）が参加している。

### アートワーク
本作のディスクジャケットは、1stアルバム「水色ジェネレーション」
以降、「少女、ふたたび」、「髪を切る8の理由。」、「MUSIC」まで彼女の作品を手掛けている吉田ユニが引き続きデザインを担当している。
三種類からのランダムジャケット仕様だが、ブックレットを拡げると絵柄は一緒になっている。

### 特典
本作は、タワーレコードにて先着購入者特典が存在した。「ごめんね、私。」「こえをきかせて」「オーロラに隠れて」「こどなの階段」「少女、ふたたび」「髪を切る8の理由。」「MUSIC」のミュージック・ビデオを収めたDVDが特典として贈られた。

## 収録曲
1. MUSIC [4:59]
作詞・作曲：内澤崇仁、編曲：内澤崇仁・矢野博康
  - 5thシングル表題曲
2. 少女、ふたたび [4:23]
作詞：小出祐介、作曲・編曲：矢野博康
  - 3rdシングル表題曲
3. ばらばらバトル [4:04]
作詞：津野米咲、作曲：伊澤一葉、編曲：伊澤一葉 ・津野米咲
4. 胸騒ぎの惑星 [4:59]
作詞・作曲・編曲：宮川弾
5. 髪を切る8の理由。 [4:14]
作詞：尾形真理子、作曲：秦基博、編曲：矢野博康・秦 基博
  - 4thシングル表題曲
6. カノープス [5:20]
作詞：土岐麻子、作曲：矢野博康、編曲：皆川真人
7. さよならプリンセス [5:09]
作詞・作曲・編曲：堀込高樹
8. 「ありゃりゃ？」 [4:02]
作詞：津野米咲、作曲：AxSxE、編曲：矢野博康
9. anselm [5:23]
作詞・作曲・編曲：コトリンゴ
10. まつひと [4:08]
作詞・作曲・編曲：コトリンゴ
11. 乙女失格。 [5:06]
作詞：土岐麻子、作曲：末光篤、編曲：矢野博康